# Michael Dreher (Politiker)

Michael E. Dreher (1991)

Michael «Mike» Ernst Dreher (* 8. Januar 1944 in Schaffhausen; † 22. Mai 2023; heimatberechtigt in Schaffhausen) war ein Schweizer Politiker (Autopartei/FPS).

## Biografie

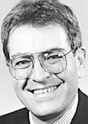
Michael E. Dreher

Dreher war promovierter Jurist und studierte zuvor Betriebswirtschaftslehre an der Hochschule St. Gallen. Er arbeitete als Anwalt, Konsulent und Immobilienhändler.
Dreher gründete 1985 mit Gleichgesinnten die rechtsgerichtete Autopartei (von 1994 bis 2009 Freiheits-Partei) als Gegenpol zur Grünen Partei und war bis 1990 Parteipräsident. Die Autopartei trat an gegen tiefere Tempolimiten und gegen das, was sie «Ökoterror» nannte. Ausserdem verlangte sie die Abschaffung der direkten Bundessteuer, eine restriktivere Asylpolitik und eine schärfere Bestrafung von Kriminellen aller Art, insbesondere von Drogenhändlern. Von 1987 bis 1999 sass er für die Freiheits-Partei im Nationalrat. Ende 2000 verliess er die FPS, weil diese die bilateralen Verträge bekämpfte. Dreher lehnte die Mitgliedschaft der Schweiz in der EU und der UNO ab, befürwortete aber ein Mitmachen bei EFTA und NAFTA zur Förderung des Freihandels. 2001 trat er der Schweizerischen Volkspartei (SVP) bei. Dreher war Präsident der Stiftung Auto Allianz. Zweck der Stiftung war die Bekämpfung aller staatlichen Aktionen, welche den Privatverkehr verteuern sowie die Abschaffung des Rundstreckenrennverbots.
Dreher war landesweit bekannt für seinen harten Umgangston mit politischen Gegnern; im Jahr 1988 schrieb der Blick auf der Titelseite, Dreher habe über Grüne und Linke gesagt: «Die muss man an die Wand nageln und mit dem Flammenwerfer drüber.» Dreher rechtfertigte sich im Nationalrat, tatsächlich habe er gesagt: «Sehen Sie, unsere Argumente sind so stark, damit können Sie jeden politischen Gegner an die Wand nageln und gleich noch den Flammenwerfer hinterherschicken.»
Dreher war verheiratet, sein Sohn starb früh. Dreher lebte zuletzt in Küsnacht und starb im Mai 2023 im Alter von 79 Jahren. Im Militär bekleidete er den Rang eines Hauptmanns.